# Липпи, Филиппино
Филиппо Липпи, полное имя: Филиппо ди фра Филиппо ди Томмазо Липпи, прозванный Филиппино Липпи (итал. Filippo Lippi; Filippo di Fra Filippo di Tommaso Lippi, или Filippino Lippi; 1457, Прато, Тоскана — 18 апреля 1504, Флоренция, Тоскана) — итальянский живописец эпохи Возрождения флорентийской школы. Сын живописца Фра Филиппо Липпи.

## Биография
Филиппо Липпи Младший родился около 1457—1458 года в тосканском городе Прато, в семье монаха-кармелита и живописца Филиппо Липпи и монахини Лукреции Бути. Они встретились в Прато, когда Липпи Старший писал фрески в кафедральном соборе. Романтическую историю об этой встрече изложил Джорджо Вазари.
В 1467 году отец художника работал в Сполето на стройке собора, взяв с собой сына. В умбрийском городе в 1469 году фра Филиппо умер, оставив своего двенадцатилетнего сына первому помощнику Фра Диаманте учиться живописи. Там же Филиппино познакомился с юным Сандро Боттичелли, который был старше его на двенадцать лет.
С 1472 года Филиппино работал во флорентийской мастерской Сандро Боттичелли и, как писал Вазари, «выделился среди учеников своего отца Филиппо, понимая и усваивая его лучше, чем кто-либо другой». В том же году Сандро записал Филиппино в Компанию Сан-Лука (Compagnia di San Luca), будущая Гильдия Святого Луки, членом которой был сам, тогда же молодой художник написал «Благовещение», хранящееся ныне в Галерее венецианской Академии.
Самые ранние произведения Филиппино являются «боттичеллианскими», настолько, что историк искусства Бернард Беренсон, когда имя Филиппино ещё не фигурировало в атрибуциях, называл их автора анонимным «другом Сандро» (Amico di Sandro). Первые «Мадонны» Филиппино относятся к этому периоду, который можно датировать примерно 1475—1480 годами.
В 1481 году Филиппино по косвенным источникам, вероятно, был в Риме с Сандро, помогая ему в работе над фресками в Сикстинской капелле в Ватикане. Однако это документально не подтверждено. Боттичелли вернулся во Флоренцию в первые месяцы 1482 года, а вместе с ним, вероятно, и Филиппино.
В 1483 году Филиппино Липпи участвовал в большом предприятии, начатом Лоренцо Великолепным, по украшению виллы Спедалетто близ Вольтерры (Тоскана), где были собраны лучшие художники флорентийской школы того времени: Пьетро Перуджино, Сандро Боттичелли, Доменико Гирландайо и Филиппино. Изысканные росписи на мифологические сюжеты позднее были полностью утрачены. Однако в этот период художник начал получать и другие ответственные заказы.
В 1484 году ему было поручено завершить цикл росписей капеллы Бранкаччи церкви Санта-Мария-дель-Кармине во Флоренции. Здесь к 1485 году он завершил росписи «Истории святого Петра» работы Мазаччо эпизодами: «Диспут с Симоном Волхвом и распятие Петра», «Воскрешение сына Теофила и апостол Пётр на кафедре», «Павел навещает Петра в темнице», «Освобождение святого Петра из темницы».
21 апреля 1487 года Филиппо Строцци поручил художнику украсить семейную капеллу в церкви Санта-Мария-Новелла историями о святом Иоанне Богослове и святом Филиппе — работа, которая вскоре была прервана из-за отъезда Филиппино в Рим. 27 августа 1488 года художник по рекомендации Лоренцо Медичи получил заказ от кардинала Оливьеро Карафа расписать фресками семейную капеллу в церкви Санта-Мария-сопра-Минерва в Риме. В 1489 году он, возможно, посетил Венецию. По возвращении из Рима в 1491 году Филиппино принял участие в конкурсе на фасад Флорентийского собора. Он возобновил цикл росписей капеллы Строцци в церкви Санта-Мария-Новелла, начатый перед отъездом, завершив его в 1502 году.
Фреска «Смерть Лаокоона» на вилле Медичи в Поджо-а-Кайано, выполненная по заказу Лоренцо Великолепного, датируется 1493 годом. В следующем, 1494 году миланский герцог Лодовико Сфорца «иль Моро» поручил Филиппино престижный заказ: алтарный образ главного алтаря герцогской церкви в Чертоза-ди-Павия.
В 1501 году Филиппино Липпи выполнил алтарный образ «Мистическое обручение святой Екатерины Александрийской» для церкви Сан-Доменико в Болонье. Два года спустя муниципалитет Прато заказал ему для Зала аудиенций приоров образ Мадонны с Младенцем и святыми, который ныне хранится в Городском музее.
Художник скончался во Флоренции 18 апреля 1504 года. Похоронен во флорентийской церкви Сан-Микеле-Висдомини, о чём напоминает мемориальная доска на стене церкви.
Его сын Джован Франческо Липпи (родился во Флоренции в 1501 году) стал известным ювелиром. Среди его учеников были так называемый Мастер Мемфиса, его близкий соратник Рафаеллино дель Гарбо и ряд «лукканцев», таких как Микеле Чампанти («Мастер Стратоники») и его сын Ансано ди Микеле.

## Творчество
«Индивидуальный стиль Филиппино с его утончённостью, аллегоричностью тяготеет к готике, но изяществом рисунка и новым поэтическим чувством связан с идеалами кватроченто, за которыми ощущается вкус античности»
Изображаемые сцены Филиппино любил окружать архитектурными деталями с богатой орнаментацией, составляющей плод усердного изучения им римских древностей. К числу ранних работ Липпи по части стенной росписи принадлежат фрески, которыми он довершил украшение капеллы Бранкаччи. Сюда же можно отнести и картину «Поклонение волхвов», предназначавшуюся для замены неоконченного произведения Леонардо да Винчи, хранящуюся в галерее Уфицци во Флоренции.
Филиппино изучал как античные памятники, так и фрески Мелоццо да Форли и Пинтуриккьо, он привил Флоренции вкус к гротескному декору, который в его картинах стал «одушевлённым», загадочным, тревожным и фантастическим, что отчасти связано с атмосферой политического и культурного кризиса во Флоренции времени Джироламо Савонаролы.
По характеру своего творчества Филиппино примыкает к искусству Боттичелли, но проявляет ещё большую смелость. Для его произведений характерен драматизм в сочетании со свободой и виртуозностью в группировке фигур и рисунке их движений.

 «Работы Филиппино Липпи, созданные в его ранние и зрелые годы, на первый взгляд, трудно приписать руке одного мастера. Он прошёл путь от лирического, трепетного художника, питавшего склонность к камерным жанрам, до автора монументальных исторических композиций, причудливых, нарочитых, взвинченных и горячечных, перенасыщенных псевдоклассическими элементами, и именно ими запомнился современникам и удивлял критиков последующих веков… Развитие его искусства и, в частности, его отношения к классической традиции, активное взаимодействие с которой всегда отмечалось как доминирующая черта его искусства, при ближайшем рассмотрении оказывается органичным и последовательным процессом»
Вазари приписывал Филиппино идею украшения фигур, особенно женских, «античными одеждами», имея в виду дымчатые струящиеся шёлковые одежды некоторых его картин, которые встречаются также в работах Боттичелли, Гирландайо и других флорентийских мастеров. В действительности, эта особенность впервые проявилась в «Тондо Бартолини» его отца Филиппо (около 1465), которое, в свою очередь, возможно, было вдохновлено такими скульптурами, как «Святой Георгий Донателло, освобождающий принцессу» (1416—1417).
Из более поздних произведений Липпи в том же роде замечательны фрески Капеллы Карафа в церкви Санта-Мария-сопра-Минерва, в Риме, а именно: огромная композиция «Торжество Святого Фомы над еретиками» и меньшая — «Ассунта» (Взятие Девы Марии на небо). Он же является автором фресок капеллы Строцци во флорентийской церкви Санта-Мария-Новелла, изображающих деяния апостолов Иоанна и Филиппа. Станковые картины Липпи не особенно многочисленны, хотя и встречаются в некоторых музеях и флорентийских церквях. Известны такие его живописные произведения, как «Явление Богоматери св. Бернгарду», большой алтарный образ в церкви Бадиа Фьорентина во Флоренции и «Мадонна с предстоящими святыми Иеронимом и Домиником» в Лондонской Национальной галерее. Две картины Филиппино Липпи имеются в санкт-петербургском Эрмитаже: «Поклонение младенцу Христу» и «Благовещение».
Стилевые особенности творчества Филиппино Липпи были подхвачены и развиты некоторыми последующими флорентийскими художниками, например Россо Фьорентино. Таким образом специалисты даже отваживаются проследить «идеалистическую линию» искусства флорентийского кватроченто и последующего маньеризма через Пармиджанино, позднего Тициана, Рубенса, Рембрандта, Фрагонара до импрессионистов.

## Галерея

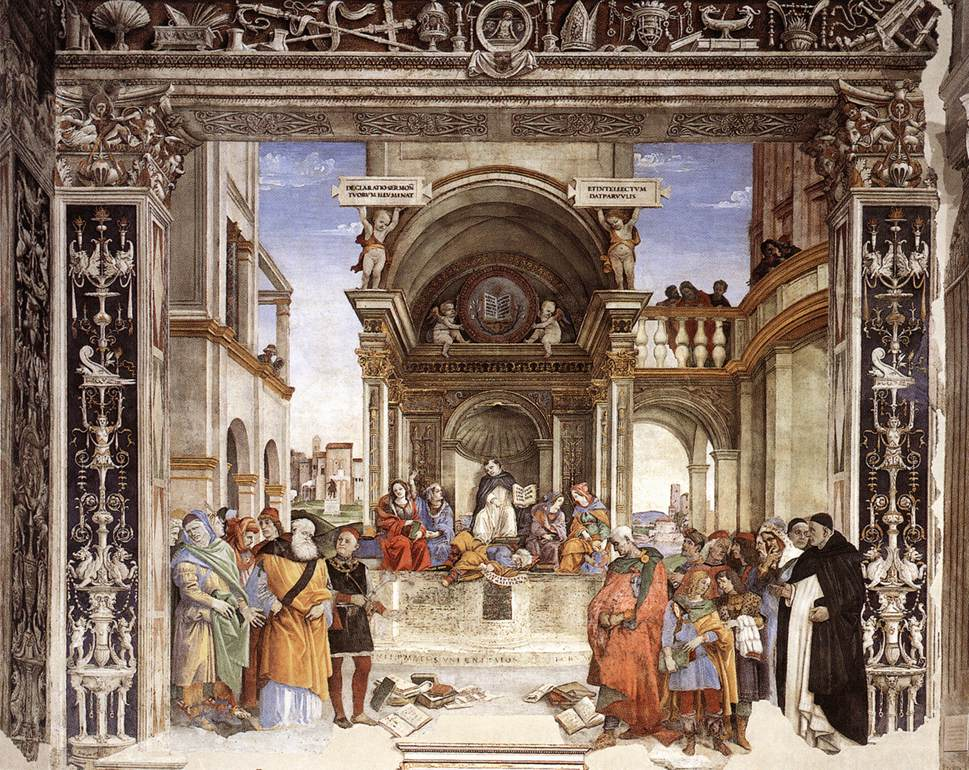
Триумф святого Фомы Аквинского над еретиками. Между 1489 и 1491. Фреска. Капелла Карафа. Церковь Санта-Мария-сопра-Минерва, Рим
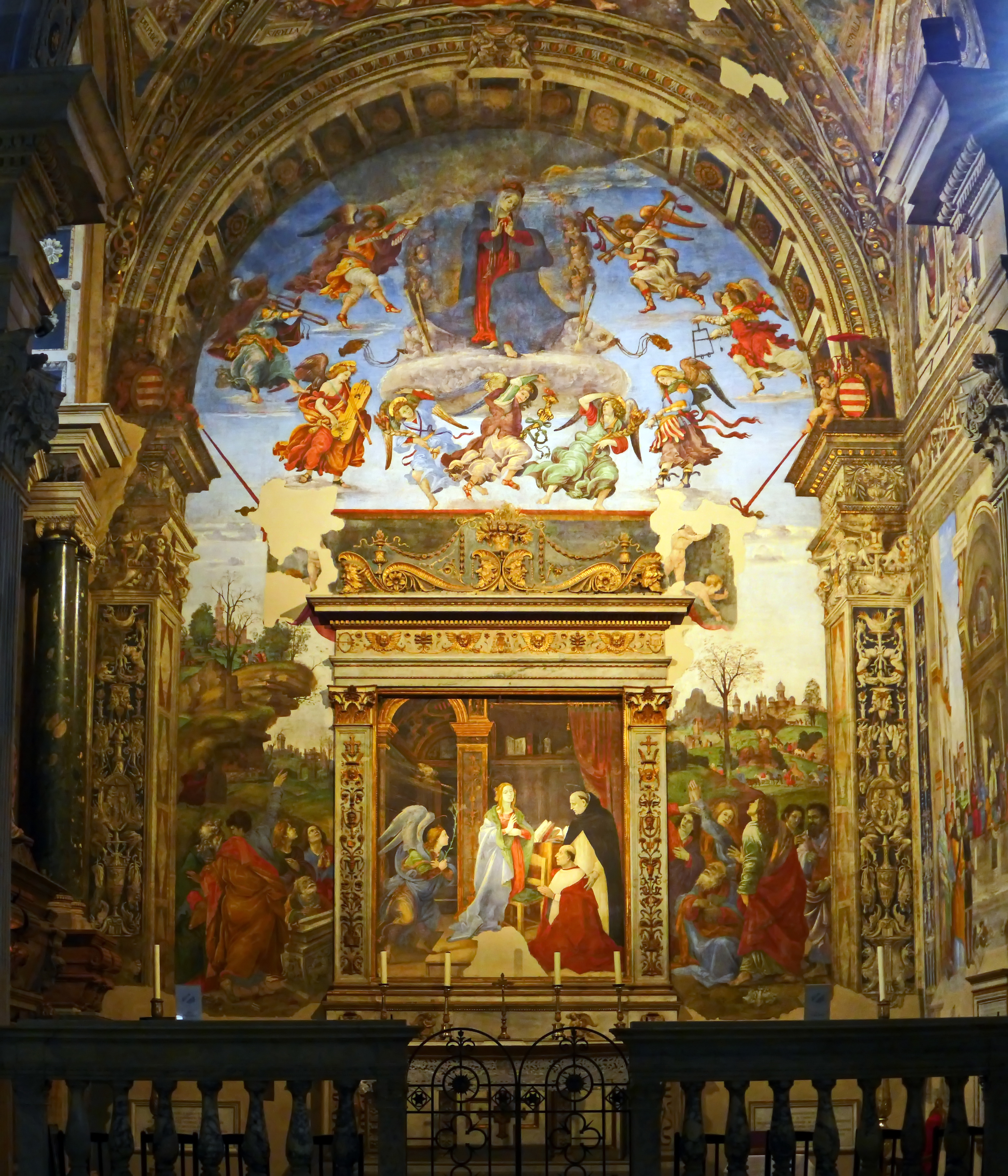
Благовещение. Между 1489 и 1491. Фреска. Капелла Карафа. Церковь Санта-Мария-сопра-Минерва, Рим
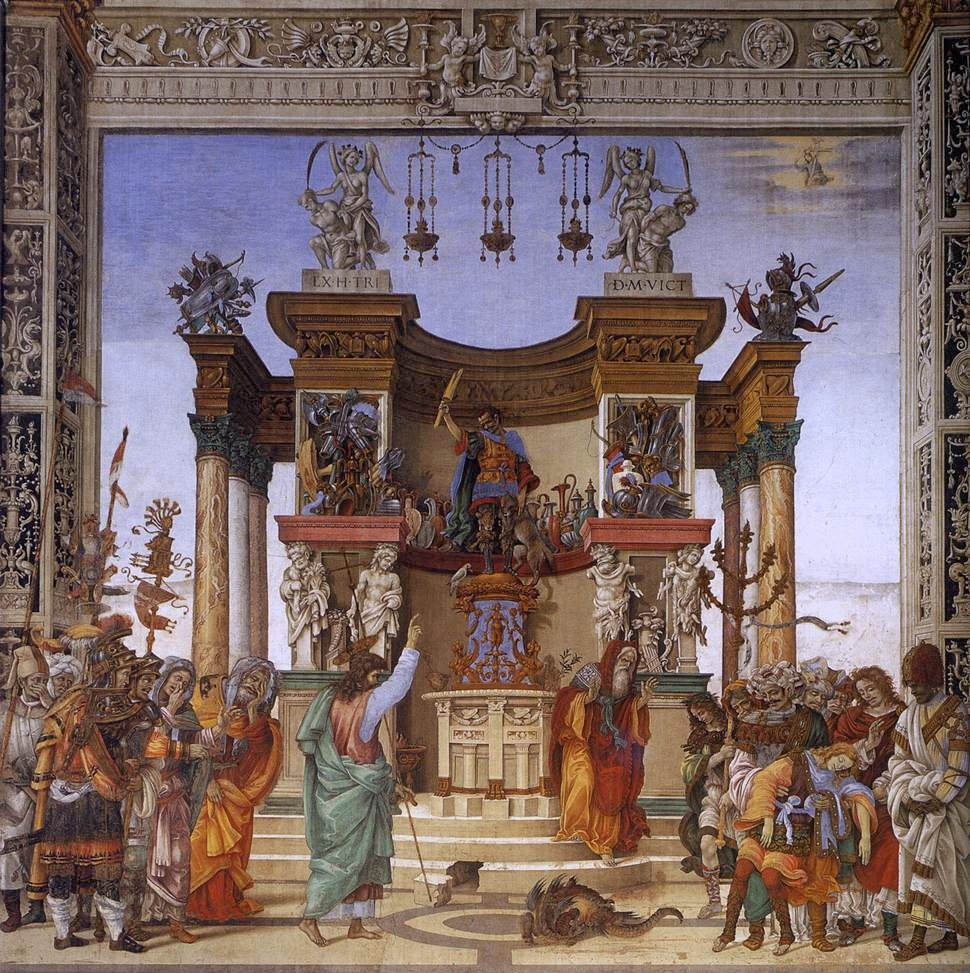
Святой апостол Филипп вызывает чудовище из храма Марса в Иераполисе. Между 1486 и 1502. Капелла Строцци. Церковь Санта-Мария-Новелла, Флоренция
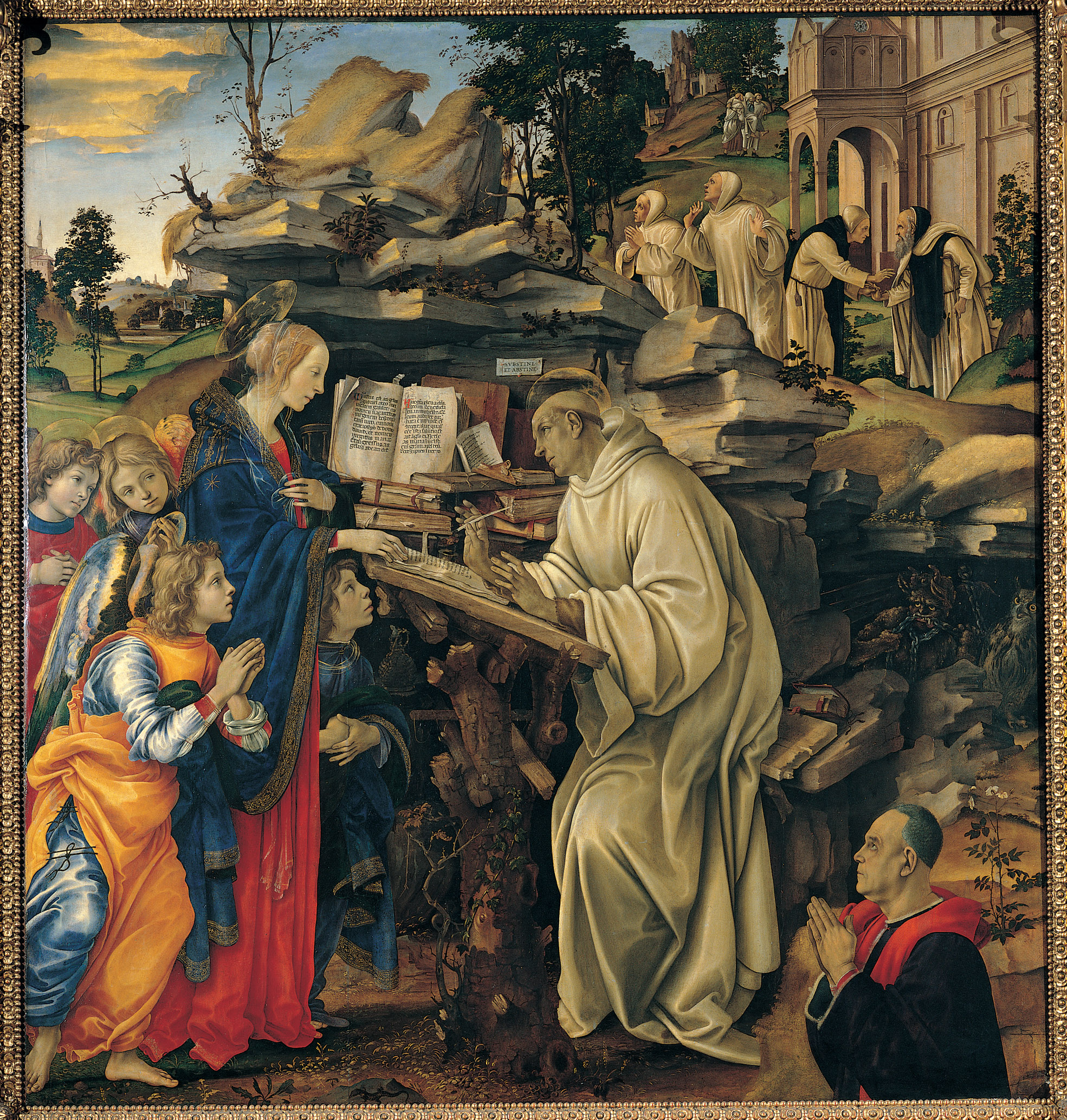
Явление Девы Марии святому Бернарду. 1486. Дерево, масло. Бадия Фьорентина, Флоренция
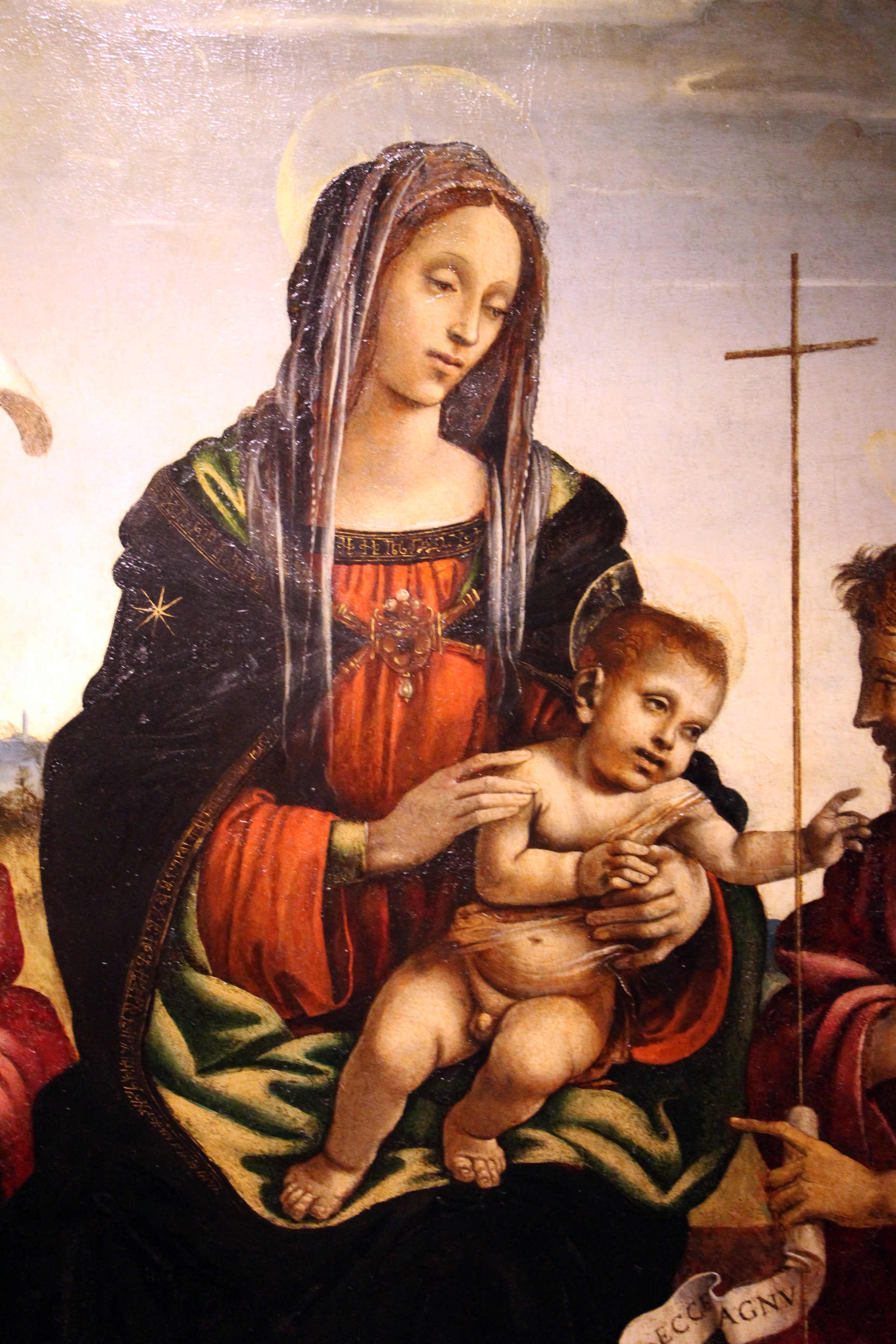
Мадонна с Младенцем. Деталь алтаря Удиенца. 1502—1505. Муниципальный музей, Прато
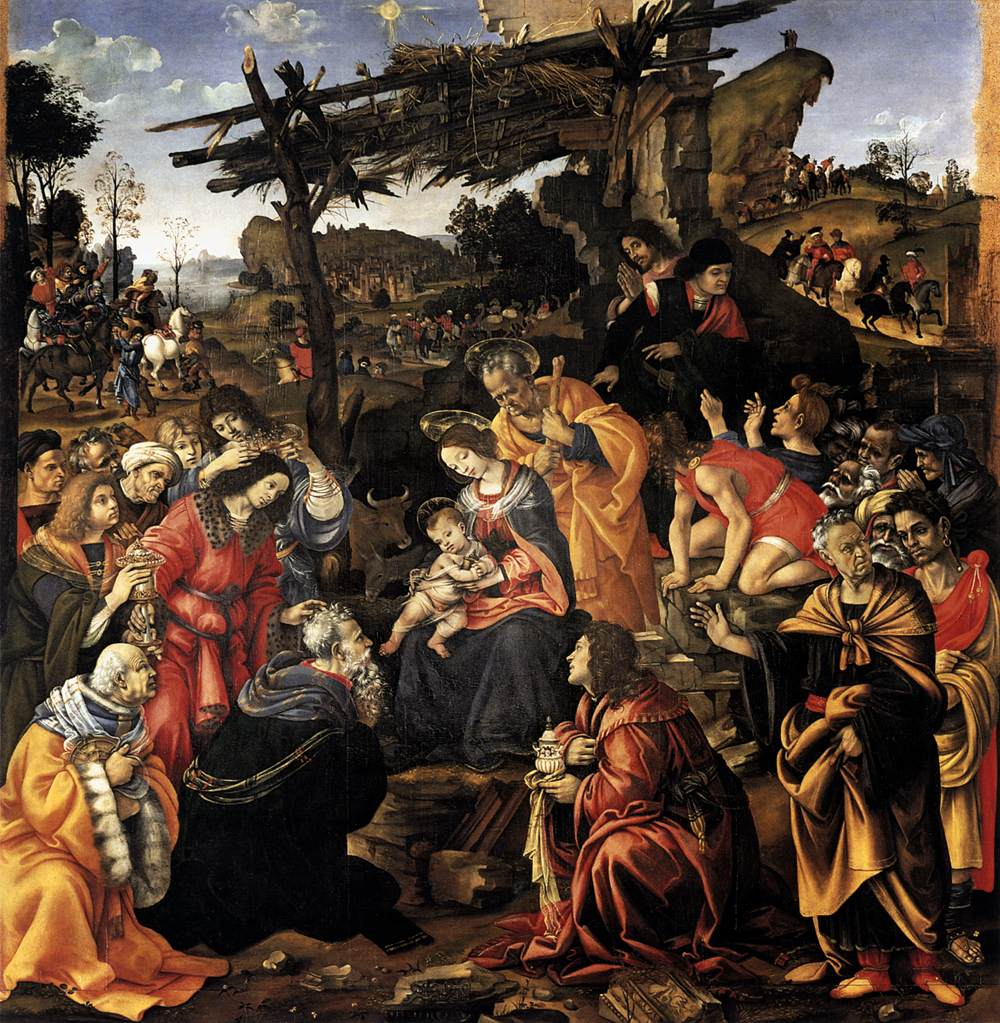
Поклонение волхвов. 1496. Дерево, масло. Уффици, Флоренция
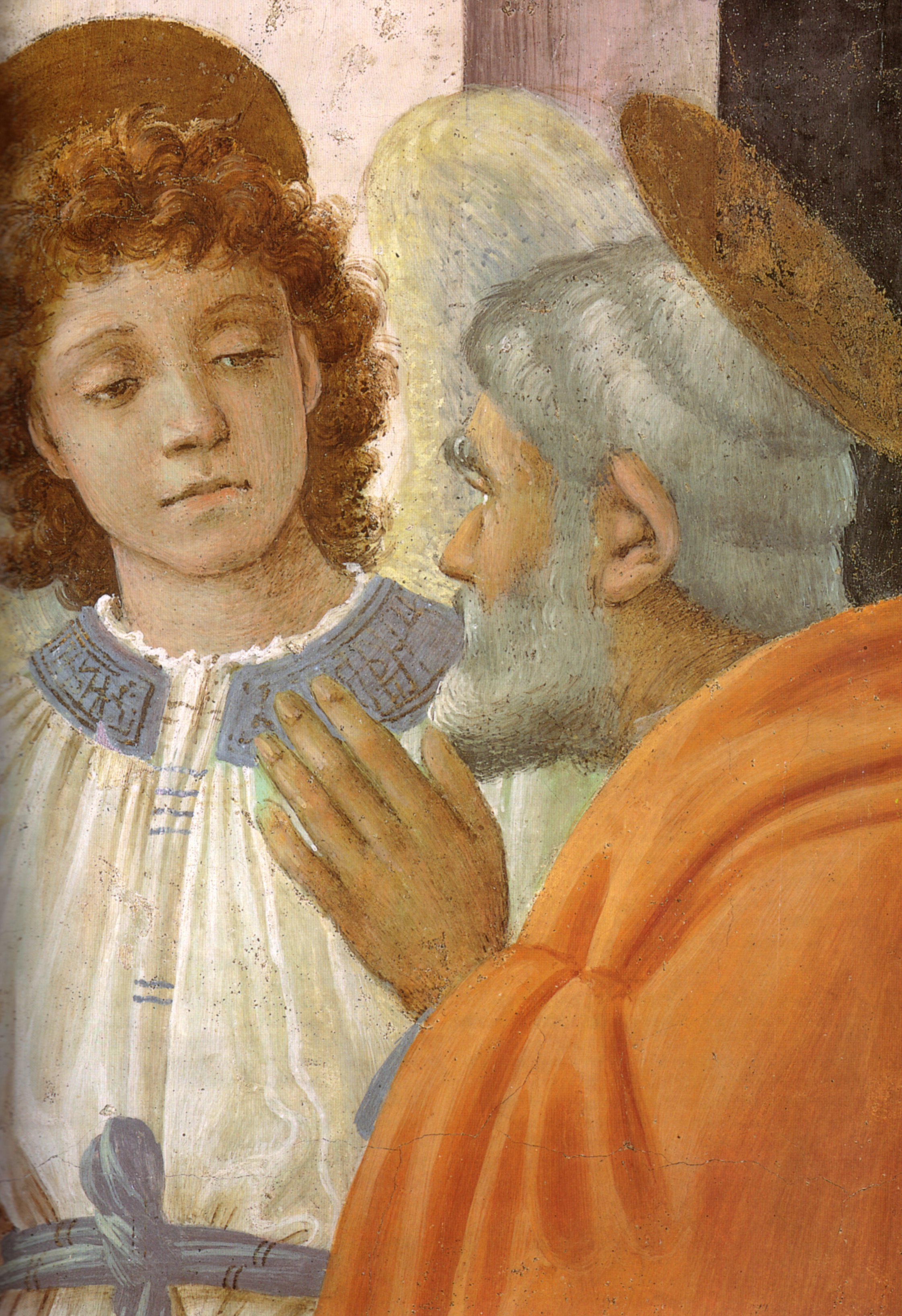
Освобождение Святого Петра из темницы. 1485. Деталь фрески Капеллы Бранкаччи церкви Санта-Мария-дель-Кармине, Флоренция
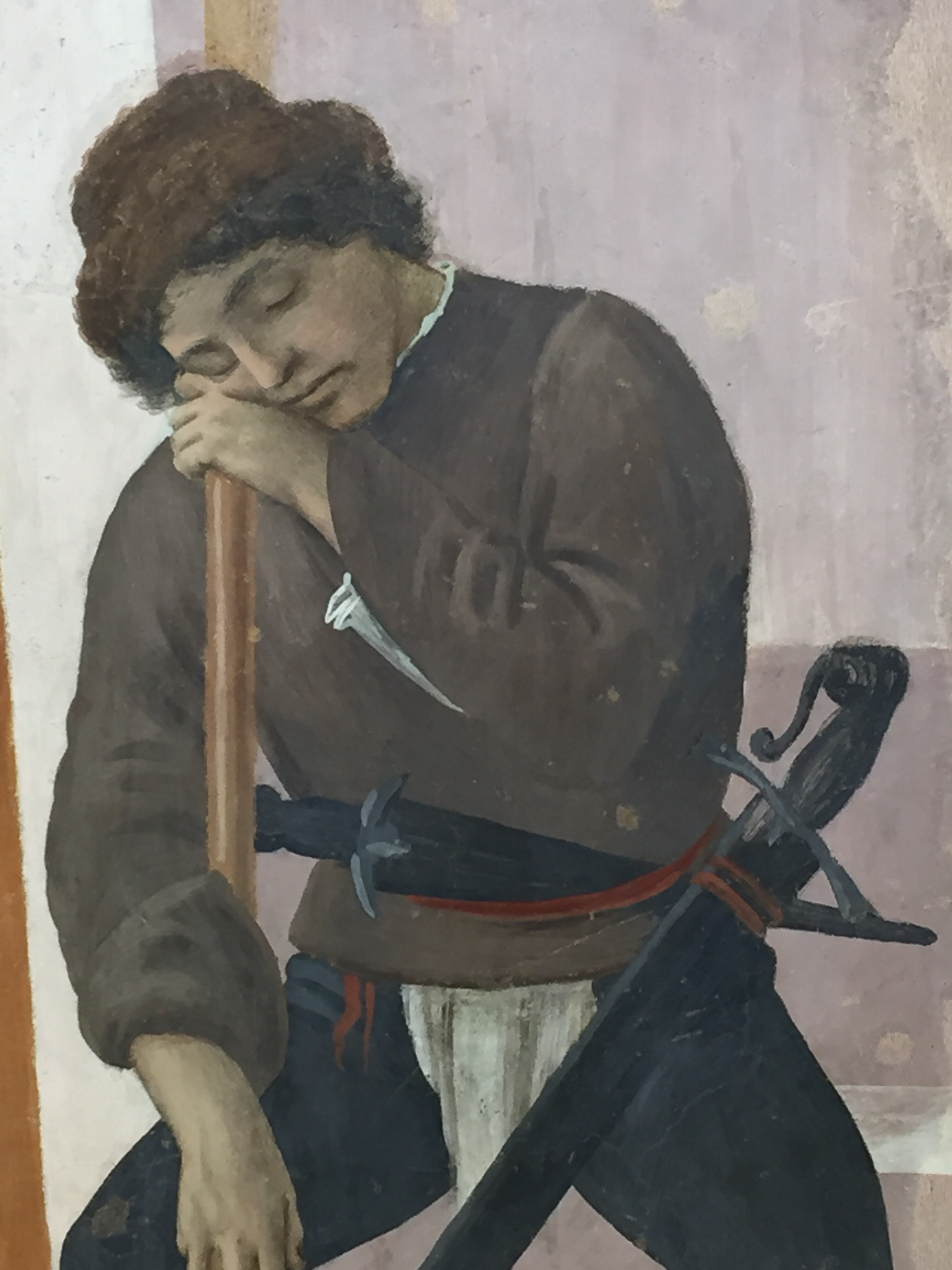
Спящий воин. Деталь фрески «Освобождение Святого Петра из темницы»
Портрет юноши. 1485. Дерево, темпера, масло. Национальная галерея искусства, Вашингтон